# Starcrash : Le Choc des étoiles
Pour plus de détails, voir Fiche technique et Distribution.
Starcrash : Le Choc des étoiles (Scontri stellari oltre la terza dimensione) est un film américano-italien réalisé par Luigi Cozzi sous le pseudonyme de Lewis Coates, sorti en 1978.
Ce film, vu comme un avatar de La Guerre des étoiles sorti un an auparavant, est un film d'exploitation.

## Synopsis
Aux confins de l'univers, le maléfique comte Zarth Arn s'oppose à l'Empire et à son bienveillant empereur. Deux aventuriers, Stella Star et Akton, reçoivent de l'empereur la dangereuse mission de trouver la base secrète de Zarth Arn.

## Fiche technique
Sauf indication contraire, les informations mentionnées dans cette section peuvent être confirmées par la base de données cinématographiques IMDb,  présente dans la section « Liens externes ».
- Titre original : Scontri stellari oltre la terza dimensione (littéralement : « Affrontements stellaires au-delà de la troisième dimension »)
- Titre français : Starcrash : Le Choc des étoiles
- Titre québécois : Le Choc des étoiles
- Titre international : Starcrash
- Réalisation : Luigi Cozzi, crédité sous le pseudonyme de Lewis Coates
- Scénario : Lewis Coates et Nat Wachsberger
- Musique : John Barry
- Photographie : Paul Beeson, Roberto D'Ettorre Piazzoli
- Montage : Sergio Montanari
- Production : Nat Wachsberger et Patrick Wachsberger
- Société de production : Nat and Patrick Wachsberger Productions
- Pays de production :  États-Unis,  Italie
- Langues originales : italien, anglais
- Genre : science-fiction
- Format : couleur (Technicolor) - 1.85:1 - 35 mm - Dolby stéréo
- Durée : 94 minutes
- Dates de sortie :
  - Allemagne de l'Ouest : 21 décembre 1978
  - Italie : 15 janvier 1979
  - France : 28 mars 1979 ; 18 décembre 2019 (ressortie)

## Distribution
Sauf indication contraire, les informations mentionnées dans cette section peuvent être confirmées par la base de données cinématographiques IMDb,  présente dans la section « Liens externes ».
- Marjoe Gortner (VF : Jean Roche) : Akton
- Caroline Munro (VF : Évelyn Séléna) : Stella Star
- Christopher Plummer (VF : Gabriel Cattand) : l'Empereur
- David Hasselhoff (VF : Georges Poujouly) : le prince Simon
- Judd Hamilton (VF : Georges Aminel) : Elias
- Robert Tessier (VF : André Valmy) : Thor
- Joe Spinell (VF : Jean-Claude Michel) : le comte Zarth Arn
- Nadia Cassini : la reine Corelia

## Production
Sauf indication contraire, les informations mentionnées dans cette section peuvent être confirmées par la base de données cinématographiques IMDb,  présente dans la section « Liens externes ».
Le tournage a lieu dans les studios de Cinecittà à Rome, mais aussi au mont Etna (en Sicile), à Bari (dans les Pouilles), à Tropea (en Calabre) et dans les Alpes en Suisse.

## Distinctions
- Saturn Awards 1980 : nomination comme meilleur film international

## Autour du film
- En 1981 est sorti le film Starcrash II, réalisé par Bitto Albertini, mais qui ne peut véritablement être considéré comme une suite à Starcrash, en dépit du titre : les deux films n'ont rien en commun, ni par le casting, ni par l'intrigue. Les seuls liens les unissant consistent en une série de stock-shots (panoramas cosmiques et plans rapides de batailles spatiales) empruntés par le second au premier[1].
- En 2015, Starcrash a été choisi par Rolling Stone comme l’un des 50 meilleurs films de science-fiction des années 1970[2].